# هولمز أوسبورن
هولمز أوسبورن (بالإنجليزية: Holmes Osborne)‏ هو ممثل أمريكي، ولد في 7 نوفمبر 1947 بكانساس سيتي في الولايات المتحدة.

## أعمال

### أفلام
- (1997) فتنة[1]
- (2001) دوني داركو[2]
- (2002) ذا كوايت أميركان[3]
- (2002) ويند توكرز[4]
- (2003) تشيبر باي ذا دزن[5]
- (2004)  أسطورة رون بورغاندي[6]
- (2005) الحالم[7]
- (2007) حروب التنين
- (2007) مقابلة بيل
- (2009) الصندوق[8]
- (2011) لاري كراون[9]
- (2016) القواعد لا تنطبق[10]

### مسلسلات
- كولد كيس
- هاوس

## وصلات خارجية
- هولمز أوسبورن على موقع IMDb (الإنجليزية)
- هولمز أوسبورن على موقع ألو سيني (الفرنسية)
- هولمز أوسبورن على موقع أول موفي (الإنجليزية)
- هولمز أوسبورن على موقع قاعدة بيانات الأفلام السويدية (السويدية)
- هولمز أوسبورن على موقع قاعدة بيانات الفيلم (الإنجليزية)
- هولمز أوسبورن على موقع كينوبويسك (الروسية)